# Emiel Hullebroeck
Emiel Hullebroeck (Gentbrugge, 20 februari 1878 – Liedekerke, 26 maart 1965), was een Vlaams componist en een vooraanstaand figuur in de Vlaamse romantische liedbeweging in de eerste helft van de 20ste eeuw.
Zijn composities omvatten zangspelen (onder andere Sepp’l, Knokkelbeen en Het meisje van Zaventem) en een zeer groot aantal volks-, strijd- en kunstliederen (onder andere Tineke van Heule, Hemelhuis, De gilde viert, Marleentje, De Blauwvoet en Moederke alleen).

## Biografie
Geboren en getogen in Gent, volgde hij school aan de lagere broederschool en daarna aan het Sint-Gregoriuscollege.
Hullebroeck kreeg zijn muziekopleiding aan het Gents Conservatorium (notenleer, orgel, harmonieleer, contrapunt en fuga). Na zijn studie was hij gedwongen zich te beperken tot lesgeven en het leidinggeven aan koren, enzovoorts. In 1899 was hij een van de oprichters van het Gents A Capellakoor, een koor dat bestond uit geschoolde zangers. Met dat koor zou hij prijzen in de wacht slepen bij zangfestivals in België en Frankrijk. Hij had bijzondere aandacht voor polyfonische werken van eigen bodem.
Met talloze zangavonden en voordrachten propageerde hij het Vlaamse lied, dat voor hem niet alleen een artistieke heropleving tot doel had, maar ook de bewustwording van de nationale identiteit. Hij publiceerde hiertoe onder andere een Notenleer door het Volkslied en werkte mee aan de Vlaams Nationale Zangfeesten.
Hullebroeck was begaan met het sociaal statuut van de kunstenaar en stichtte het Genootschap der Vlaamsche componisten, de Federatie der Vlaamsche Kunstenaars en de NAVEA (Nationale Vereeniging voor Auteursrechten), die in 1945 werd omgedoopt tot Belgische Auteurs Maatschappij.
Tijdens zijn reis door Nederlands-Indië (in de periode 1915-1916), welke in het teken stond van het volkslied, verzorgde hij 110 muziekavonden, zong zelf 2500 liederen en bestudeerde er de Indische muziek. Hij reisde ook door Zuid-Afrika en Noord-Amerika.
Een Afrikaans wiegeliedje waarvoor hij de muziek schreef (tekst: Cornelis Jacobus Langenhoven) werd opgenomen in de populaire liedbundel Kun je nog zingen, zing dan mee.

## Enige publicaties
- Muziekwarande (een door Hullebroeck gesticht tijdschrift, vanaf 1922 tot 1931)
- Oefenboek voor het muziekonderwijs (in vijf delen)
- De notenleer door het lied (hierin beschrijft Hullebroeck het volkslied als grondslag voor het muziekonderwijs)
- Twee bundels reisindrukken, waaronder Insulinde over Oost-Indië
- Zang en strijd (autobiografie, 1952)

## Trivia
- Gent heeft het Emiel Hullebroeckplein naar hem vernoemd.